# Sainte-Marie-Outre-l'Eau
Sainte-Marie-Outre-l'Eau és un municipi francès situat al departament de Calvados i a la regió de Normandia, a la vall de la confluència del Drôme i del Vire que en fa de frontera meridional. L'any 2017 tenia 123 habitants.
El primer esment en llatí Sancta Maria ultra aquam data del 1278.

## Demografia
El 2007 la població era de 89 persones. Hi havia 44 famílies, 70 habitatges: 48 habitatges principals, 13 segones residències i nou desocupats.

## Economia
El 2007 la població en edat de treballar era de 52 persones. Hi havia una empresa extractiva i una empresa de construcció.
L'any 2000 hi havia dotze explotacions agrícoles.